# Ludlow (bykommun i Vermont)
Ludlow är en bykommun (village) i Windsor County i delstaten Vermont, USA. Det finns även en kommun (town) med samma namn.